# Меланхолія Степана Чарнецького
Меланхолія Степана Чарнецького — книга Надії Мориквас про життя та творчість українського поета, одного із ймовірних авторів гімну УСС «Ой у лузі червона калина» Степана Чарнецького.

## Синопсис
Книга написана в стилі белетризованої біографії. У ній розповідається про непросту долю одного з учасників львівського літературного угрупування «Молода муза» поета Степана Чарнецького, який також є автором новел і фейлетонів, театрально-музичним критиком, автором нарису «Історія українського театру в Галичині».
Письменниця актуалізує питання дотичності митця до стрілецької когорти, досліджує історію створення пісні «Червона калина», доповнює життєпис поета різними подробицями, а також використовує архівні матеріали, спогади сучасників поета, зокрема його дочки Олександри Кучми-Чарнецької.

## Відгуки
Лавреата Національної премії України імені Тараса Шевченка Валерія Шевчука найбільше в книзі привабило те, що авторка виявила глибокий інтерес до галицьких «молодомузівців», які створили явище раннього модернізму не тільки в поезії, а й в прозі.
А кандидат філологічних наук Софія Когут зауважила, що традиція есею ще дуже слабко вкорінена в українській культурі, а традиції біографічного есею, мабуть, у нас нема взагалі. Працю Надії Мориквас вона називає певною мірою новаторською (хоч таке агресивне слово мало личить її камерній, витонченій белетристиці).
Кандидат філологічних наук Ірина Роздольська підкреслює, що пані Надія внесла цінний внесок у царині біографістики С. Чарнецького й інтерпретації його літературного силуету представлений студіями письменниці: науковим есеєм «Меланхолія Степана Чарнецького», кандидатською дисертацією. Також філолог Ірина Роздольська акцентує увагу на тому, як дослідниця актуалізує питання дотичності митця до військових дій, стрілецької когорти, доповнює його життєпис різними подробицями, однак головне питання, «чи був на війні, коли, за яких обставин» тощо, залишає відкритим, умотивовуючи це життєвою і мистецькою поставою самого С. Чарнецького, вбачаючи саме в його літературній спадщині ствердну відповідь на підставі наявності жовнірської теми в ліриці як екзистенційної реакції автора на геополітичні події.

## Відзнаки
У 2006 році за книгу «Меланхолія Степана Чарнецького» Надії Мориквас була присуджена Львівська обласна премія імені Богдана Лепкого в номінації «Проза».